# Chiffre (papillon)
Fabriciana niobe
Espèce
Le Chiffre (Fabriciana niobe, anciennement Argynnis niobe) est une espèce paléarctique de lépidoptères (papillons) de la famille des Nymphalidae et de la sous-famille des Heliconiinae.

## Description

### Papillon
L'imago du Chiffre est un papillon de taille moyenne (environ 44 mm d'envergure).
Le dessus des ailes a un fond fauve orangé orné de nombreuses taches noires, notamment une série de chevrons submarginaux, une série de taches postdiscales rondes, puis des dessins discaux et basaux plus linéaires.
Le revers des ailes antérieures est similaire au dessus, mais avec l'apex jaunâtre, tandis que le revers des ailes postérieures a une ornementation où alternent le jaune et le roux, avec des tirets noirs, de nombreuses taches nacrées (remplacées par du jaunâtre chez la forme eris), une série de taches postdiscales brun-roux pupillées de bleu argenté, et un point jaune souvent pupillé de noir à la base de la cellule discoïdale.

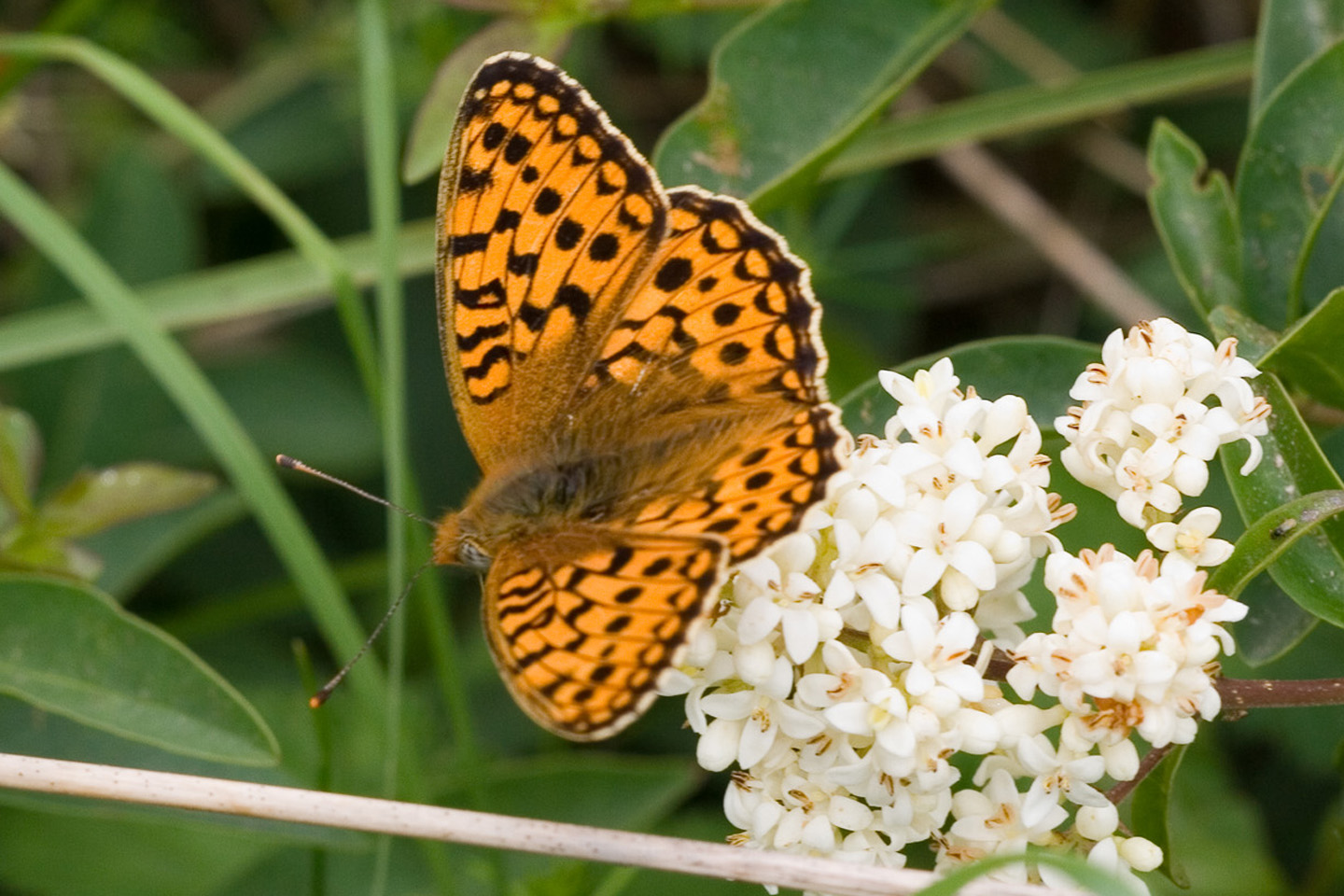
Dessus d'un mâle.
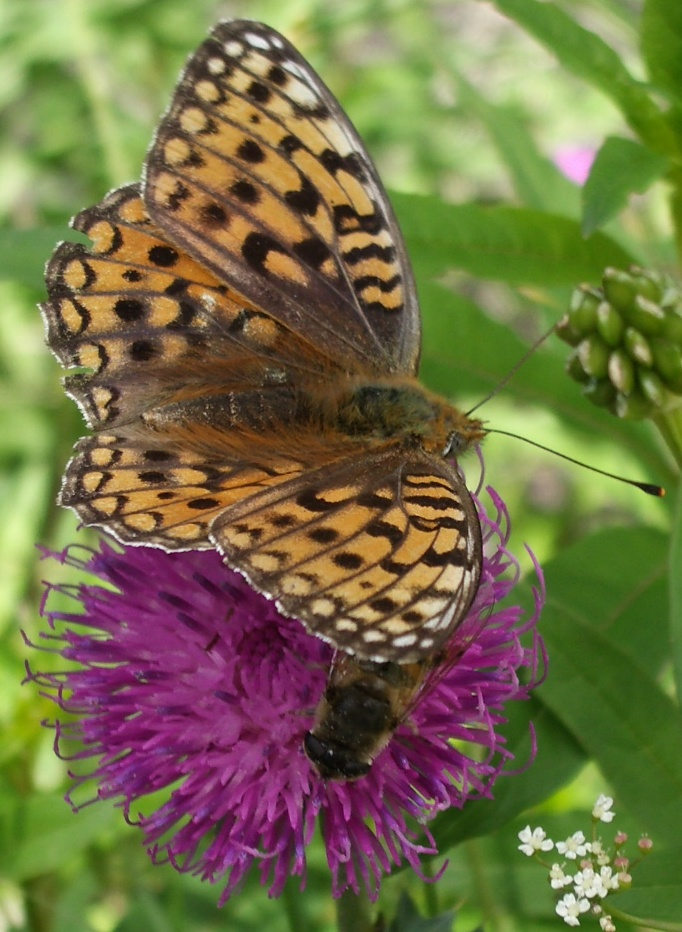
Dessus d'une femelle.
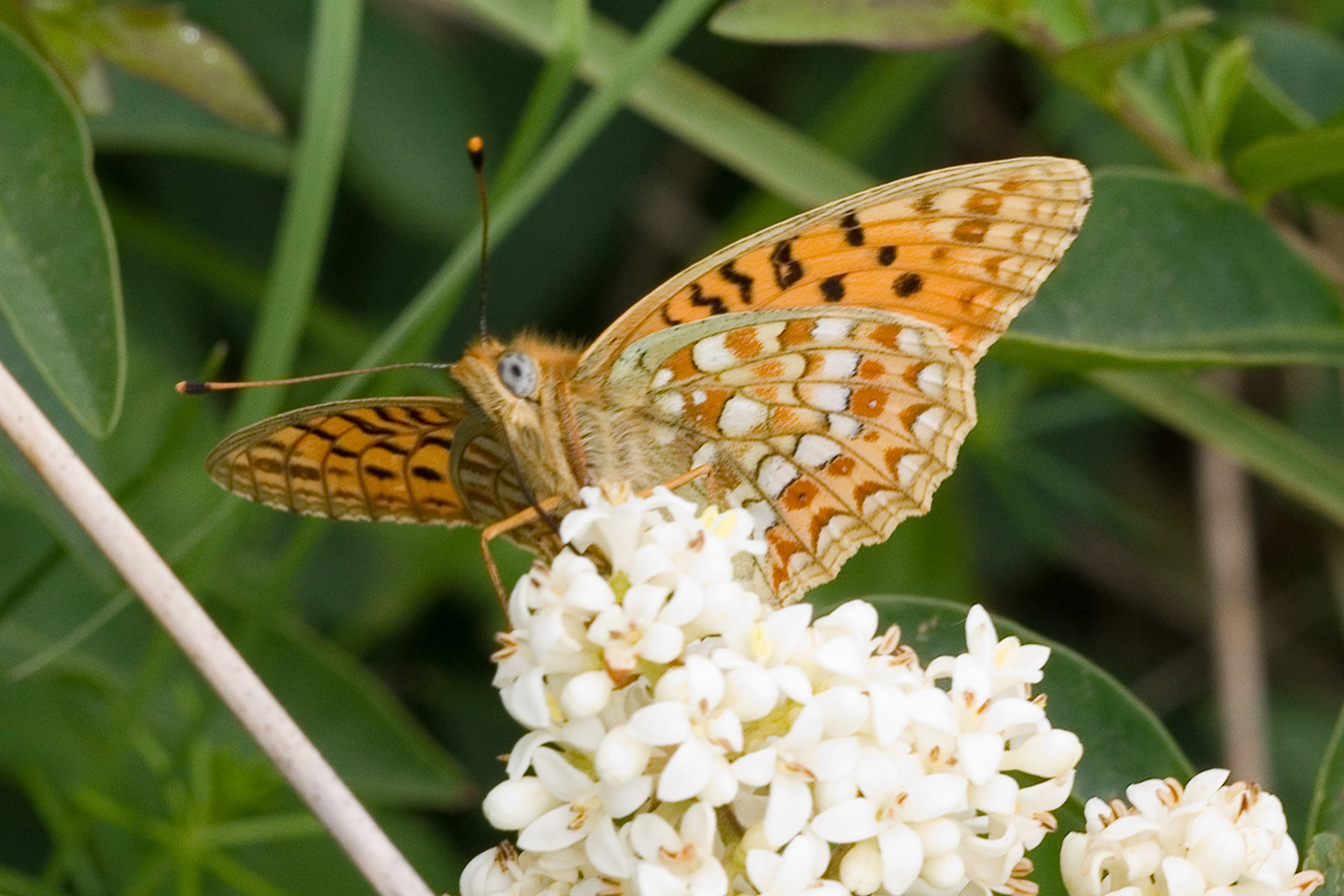
Revers de la forme nominale.
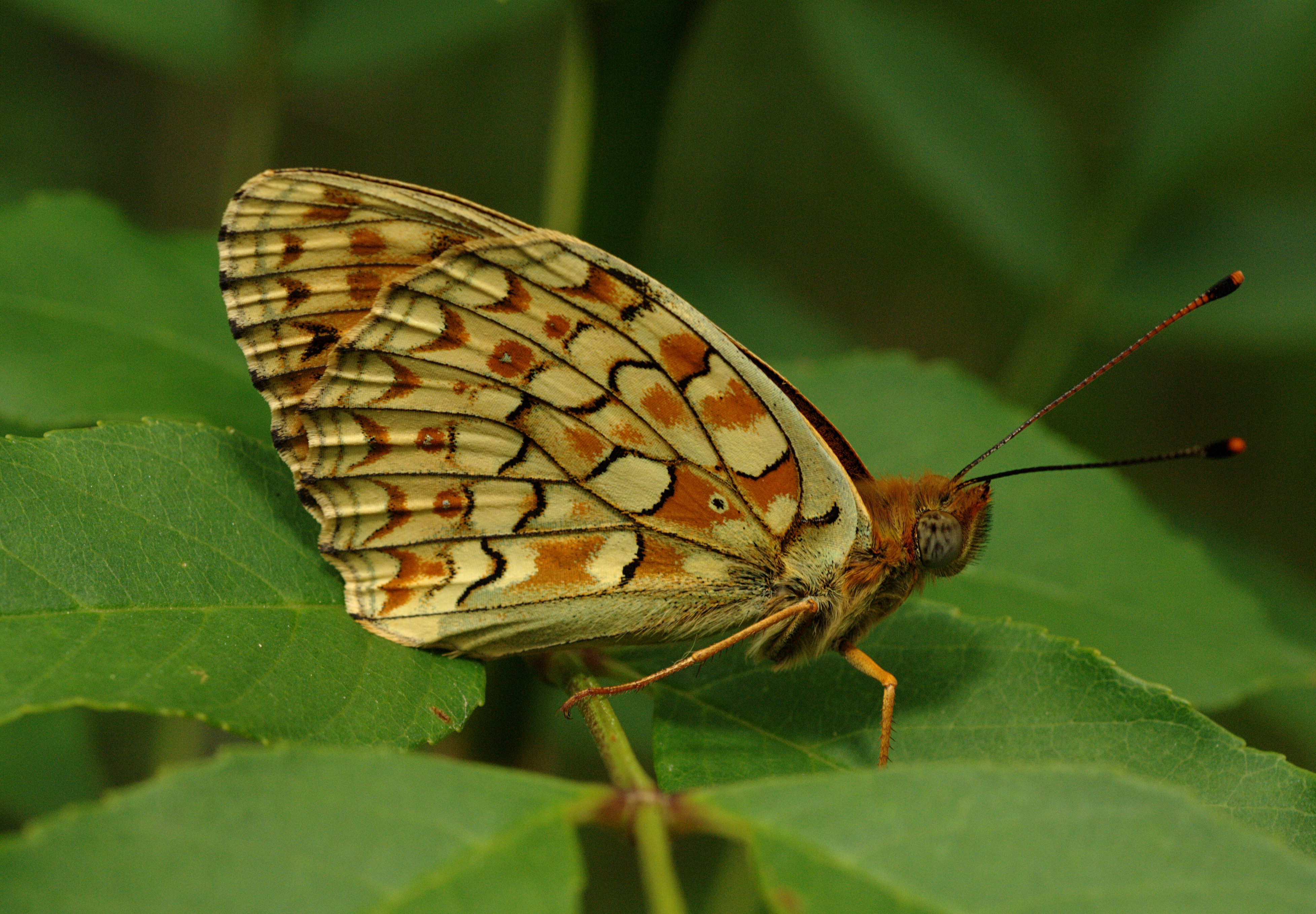
Revers de la forme eris.

#### Confusions possibles
L'ornementation du dessus des ailes du Chiffre ressemble à celle de plusieurs autres espèces de Nacrés, tout particulièrement le Grand nacré et le Moyen nacré, qui peuvent le côtoyer. Il s'en distingue principalement par son ornementation différente au revers de l'aile postérieure.

### Chenille
Sa chenille est de couleur jaune et noir.

## Biologie

### Phénologie
Le Chiffre vole en une génération, entre fin mai et août en fonction de la localisation et de l'altitude.
Il hiverne au stade de chenille formée dans l'œuf.

### Plantes hôtes
Les plantes hôtes sont des violettes, notamment Viola canina, Viola odorata, Viola hirta, Viola palustris, Viola tricolor et Viola riviniana,.
Les œufs sont pondus sur la végétation, près des plantes hôtes.

## Distribution
Le Chiffre est répandu dans une grande partie de l'Europe (excepté l'Angleterre et le Nord de la Scandinavie), de l'Asie Mineure à l'Ouest de l'Iran, dans l'Ouest de la Sibérie, et dans la partie tempérée de l'Asie jusqu'au Japon.
En France métropolitaine, il est principalement présent dans le Sud et l'Est, au sud d'une ligne passant par les Deux-Sèvres, le Loir-et-Cher, l'Yonne et la Meuse, et il est absent de Corse,.
En Belgique, il est très rare et considéré comme « en danger critique ».

## Systématique
L'espèce actuellement appelée Fabriciana niobe a été décrite par le naturaliste suédois Carl von Linné en 1758, sous le nom initial de Papilio niobe.
De nombreuses sources la citent encore sous le nom d’Argynnis niobe, mais une étude de phylogénétique moléculaire a récemment conduit à la replacer dans le genre Fabriciana.

### Synonymes
- Papilio niobe Linnaeus, 1758 — protonyme
- Argynnis niobe (Linnaeus, 1758)
- Papilio herse Hufnagel, 1766
- Papilio pelopia Borkhausen, 1788
- Papilio cleodoxa Esper, 1789
- Argynnis eris Meigen, 1829

### Sous-espèces
Selon FUNET Tree of Life (27 septembre 2019) :
- Fabriciana niobe niobe (Linnaeus, 1758) — de l'Europe centrale à l'Ouest de la Sibérie.
- Fabriciana niobe gigantea (Staudinger, 1871) — dans le Sud de l'Europe et le Caucase.
- Fabriciana niobe orientalis (Alphéraky, 1881)
- Fabriciana niobe tekkensis (Christoph, 1893)
- Fabriciana niobe ornata (Staudinger, 1901)
- Fabriciana niobe mohmandorum (Fruhstorfer, 1912)
- Fabriciana niobe voraxides (Reuss, 1921)
- Fabriciana niobe changaica Reuss, 1922
- Fabriciana niobe intermedia Reuss, 1925
- Fabriciana niobe valesinoides Reuss, 1926 — en Corée.
- Fabriciana niobe kurana (Wyatt & Omoto, 1966) — en Afghanistan.
- Fabriciana niobe shiva (Wyatt & Omoto, 1966) — en Afghanistan.
- Fabriciana niobe demavendis (Gross & Ebert, 1975) — dans le Nord de l'Iran.
- Fabriciana niobe khusestana (Gross & Ebert, 1975) — dans l'Ouest de l'Iran.
- Fabriciana niobe barkhatovi Gorbunov, 2001
- Fabriciana niobe kunlunensis Lang, 2010

## Noms vernaculaires
- En français : le Chiffre[6] ou le Nacré niobé[réf. souhaitée].
- En anglais : Niobe fritillary[2].
- En allemand : Mittlerer Perlmuttfalter[7].

## Protection
L'espèce n'a pas de statut de protection particulier en France.